# Дієго Лопес (футболіст, 2002)
Діє́го Ло́пес Ногеро́ль (ісп. Diego López Noguerol; нар. 13 травня 2002, Турон) — іспанський футболіст, нападник клубу «Валенсія». Олімпійський чемпіон 2024 року.

## Клубна кар'єра
Почав займатися футболом в юнацьким командах «Фігейредо» і «Ксетоса», а 2011 року приєднався до академії хіхонського «Спортінга». Потім перейшов до «Реал Мадрид», а 2018 року приєднався до структури клубу «Барселона».

### «Валенсія»
7 липня 2021 року підписав контракт з «Валенсією», де почав виступати за резервний склад. 29 серпня 2022 року в матчі проти «Атлетіко» (Мадрид) дебютував у Ла-Лізі, замінивши Тоні Лато. 21 травня 2023 року в поєдинку проти мадридського «Реалу» забив свій перший гол за «Валенсію», принісши перемогу команді (1-0). Всього у своєму дебютному сезоні провів за «Валенсію» 10 матчів і забив 3 голи. 14 серпня 2023 року продовжив контракт з клубом до червня 2026 року.
23 вересня 2023 року забив свій перший гол в сезоні у матчі Ла-Ліги проти «Альмерії». 10 квітня 2024 року продовжив контракт з «Валенсією» до червня 2027 року. Всього в сезоні 2023–24 зіграв 39 матчів, в яких забив 4 м'ячі та віддав 6 гольових передач.
За підсумками березня 2025 року був визнаний гравцем місяця в Ла-Лізі до 23 років, упродовж якого забив три голи в трьох матчах за «Валенсію».

## Кар'єра в збірній
Виступав за збірну Іспанії до 21 року.
26 червня 2024 року потрапив до заявки олімпійської збірної Іспанії для участі в матчах футбольного турніру на літніх Олімпійських іграх 2024 в Парижі. На олімпійському турнірі зіграв у матчах групового етапу проти збірних Узбекистану, Домініканської Республіки та Єгипту, а також у чвертьфінальному поєдинку проти збірної Японії, а іспанці дійшли до фіналу, де перемогли збірну Франції (5–3), здобувши золоті медалі. 
В червні 2025 року потрапив в заявку збірної до 21 року на молодіжний чемпіонат Європи в Словаччині. На турнірі провів чотири матчі, а його команда дійшла до чвертьфіналу, де поступилась англійцям.

## Статистика виступів
Станом на 23 травня 2025 
| Клуб              | Сезон             | Чемпіонат             | Чемпіонат | Чемпіонат | Кубок | Кубок | Всього | Всього |
| Клуб              | Сезон             | Дивізіон              | Матчі     | Голи      | Матчі | Голи  | Матчі  | Голи   |
| ----------------- | ----------------- | --------------------- | --------- | --------- | ----- | ----- | ------ | ------ |
| Валенсія Б        | 2021–22           | Терсера Дивізіон RFEF | 30        | 9         | —     | —     | 30     | 9      |
| Валенсія Б        | 2022–23           | Сегунда Федерасьйон   | 22        | 5         | —     | —     | 22     | 5      |
| Валенсія Б        | Всього            | Всього                | 52        | 14        | —     | —     | 52     | 14     |
| Валенсія          | 2022–23           | Ла-Ліга               | 10        | 3         | 0     | 0     | 10     | 3      |
| Валенсія          | 2023–24           | Ла-Ліга               | 36        | 3         | 3     | 1     | 39     | 4      |
| Валенсія          | 2024–25           | Ла-Ліга               | 38        | 8         | 3     | 1     | 41     | 9      |
| Валенсія          | Всього            | Всього                | 84        | 14        | 6     | 2     | 90     | 16     |
| Всього за кар'єру | Всього за кар'єру | Всього за кар'єру     | 136       | 28        | 6     | 2     | 142    | 30     |

## Досягнення
Особисті
- Гравець місяця Ла-Ліги (до 23 років): березень 2025[26]